# Marschnerstraße 30 (München)

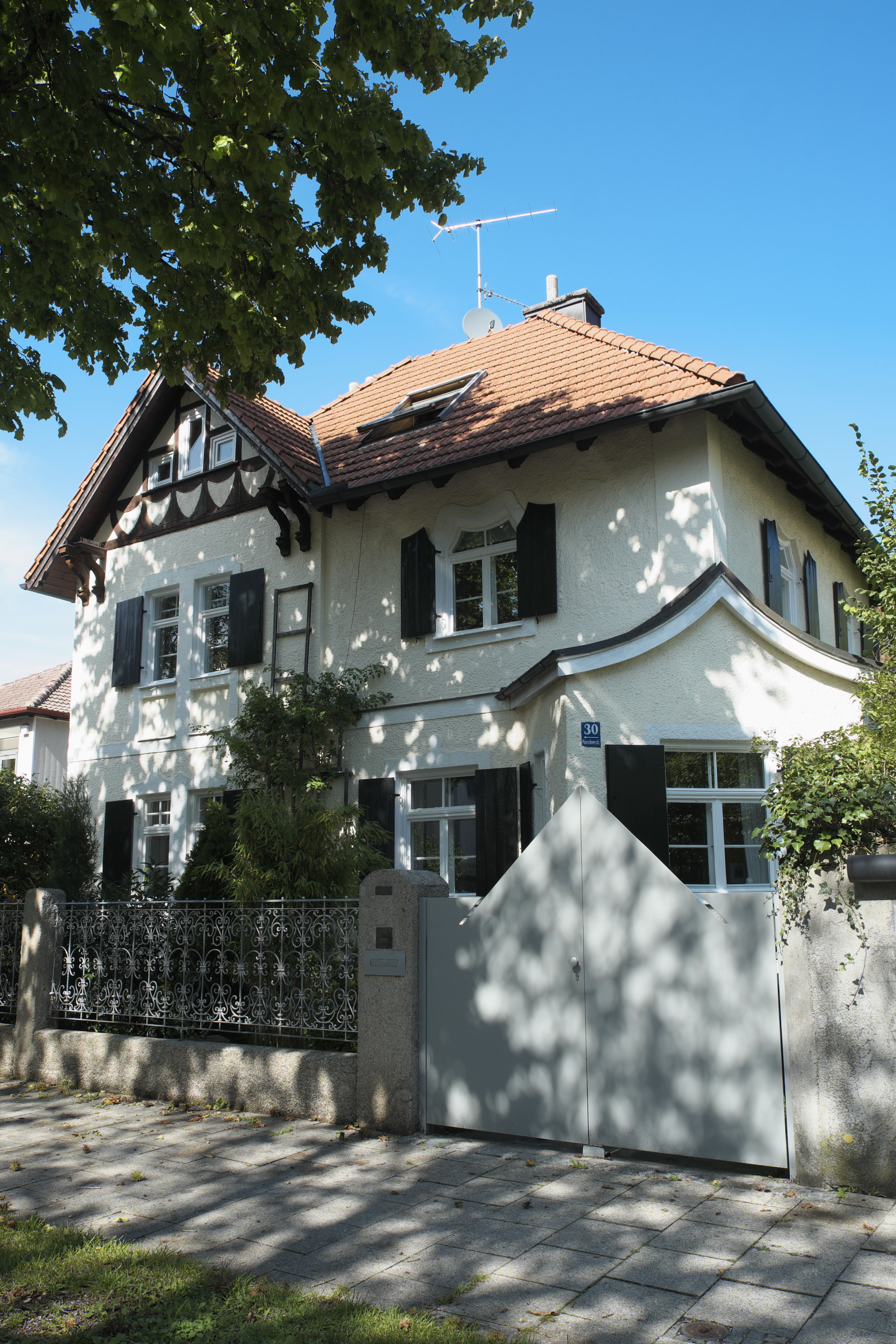
Haus Marschnerstraße 30 in Pasing

Das Wohnhaus Marschnerstraße 30 im Stadtteil Pasing der bayerischen Landeshauptstadt München wurde um 1897/1900 errichtet. Die Villa an der Marschnerstraße, die zur Villenkolonie Pasing II gehört, ist ein geschütztes Baudenkmal.
Die Villa im Landhausstil wurde vom Büro August Exter entworfen. Das Haus, das zur Erstbebauung der Straße gehört, besitzt einen erdgeschossigen Eckerker und einen Fachwerkgiebel.

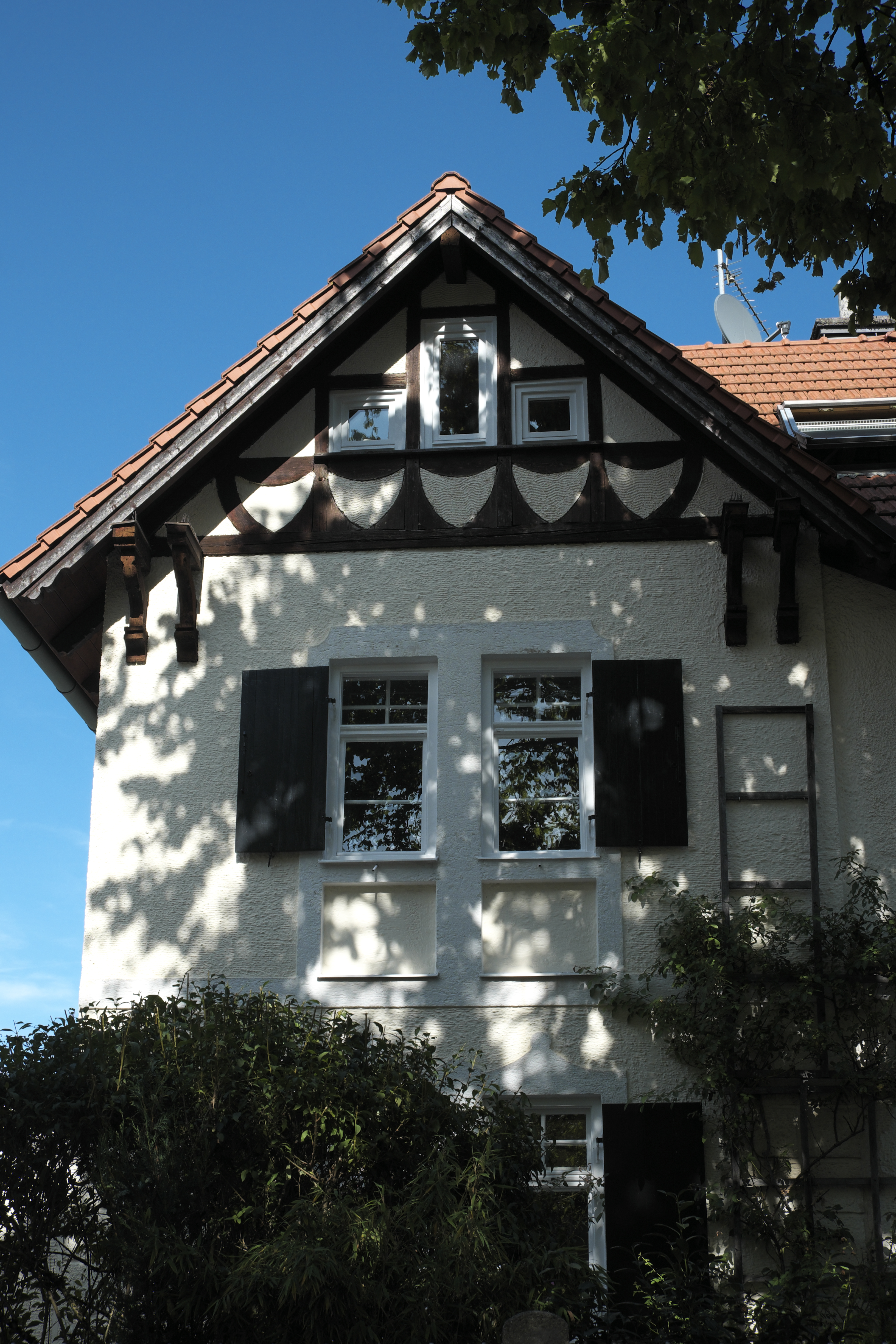
Fachwerkgiebel
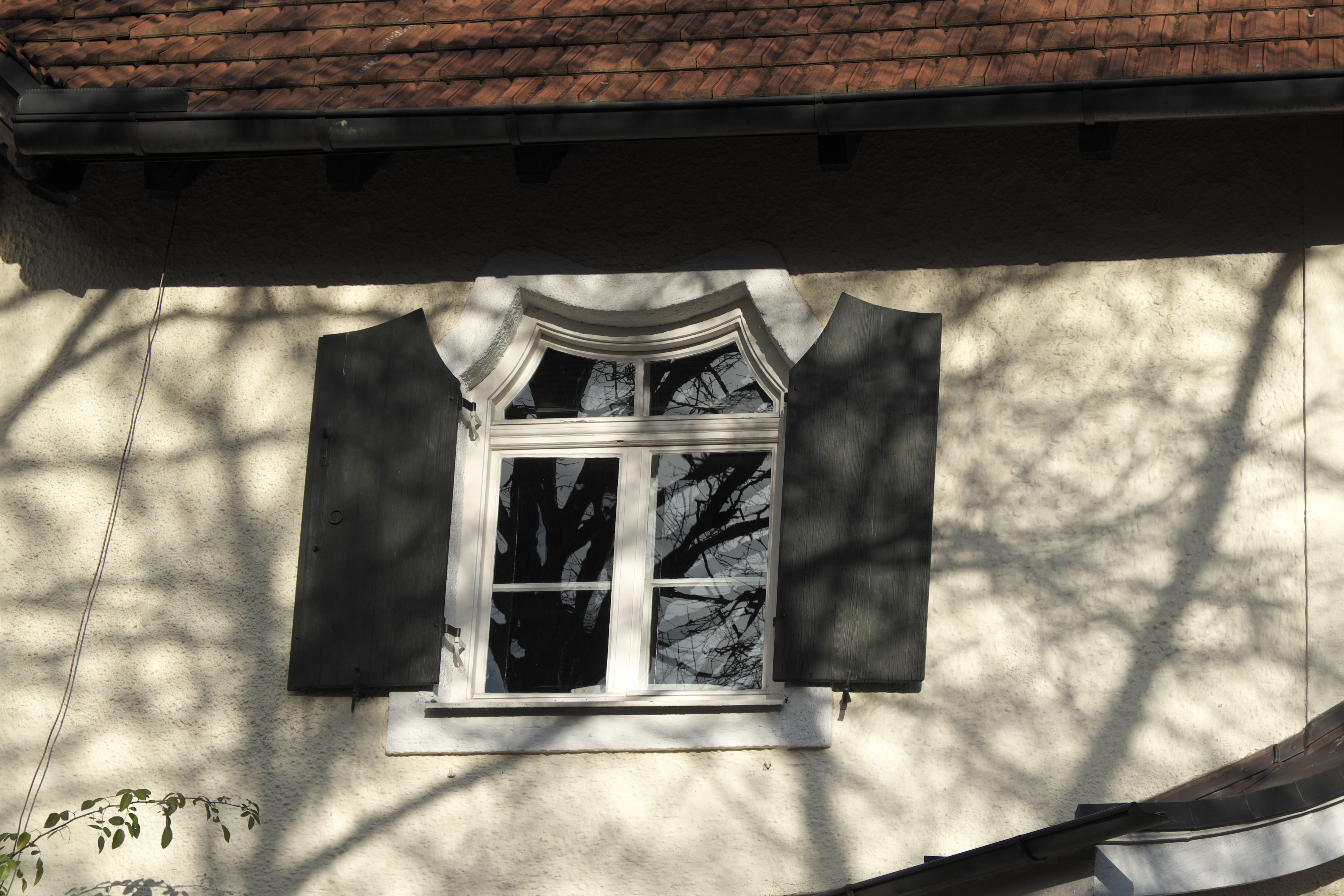
Fenster